# 유상범 (1966년)
유상범(劉相凡, 1966년 6월 4일~)은 대한민국의 검사 출신 정치인이며, 제21·22대 국회의원이다.
강원도 영월 출생이다. 경기고등학교, 서울대학교 법학과를 졸업하였다. 병역은 근시로 인한 전시근로역 판정을 받아 면제받았다.
1989년 제31회 사법시험에 합격(사법연수원 21기)하여 검사로 활동하였고, 2017년 2월 광주고등법원 차장검사를 끝으로 퇴임하였다. 이후 유상범법률사무소, 법무법인문평에서 변호사로 활동하였다.
2020년 1월 31일 제21대 총선 출마를 선언하였다. 이후 미래통합당 당내 경선을 통하여 2020년 3월 21일 홍천군·횡성군·영월군·평창군 지역구 후보자로 확정되었고, 2020년 4월 제21대 총선에 출마하여 당선되었다. 그리고 2024년 4월 제22대 총선에서 국민의힘 후보자로 같은 지역구에 출마하여 재선되었다.

## 학력
- 1972~1978: 영월국민학교 졸업
- 1978~1981: 중동중학교 졸업
- 1981~1984: 경기고등학교 졸업
- 1984~1988: 서울대학교 법과대학 법학 학사

## 경력
- 1989: 제31회 사법시험 합격
- 1992: 제21기 사법연수원 수료
- 1992: 서울지방검찰청 서부지청 검사
- 1994: 춘천지방검찰청 강릉지청 검사
- 1996: 부산지방검찰청 검사
- 1998: 서울지방검찰청 검사
- 2001: 울산지방검찰청 검사
- 2002: 외교통상부 장관 법률자문관
- 2004: 울산지방검찰청 부부장검사
- 2005: 대검찰청 검찰연구관
- 2006: 대전지방검찰청 논산지청장
- 2007: 대전지방검찰청 특수부장검사
- 2008: 대검찰청 범죄정보2담당관
- 2009: 대검찰청 범죄정보1담당관
- 2009: 서울중앙지방검찰청 금융조세조사3부장검사
- 2010: 대구지방검찰청 형사1부장검사
- 2011. 9.~2012. 7. 수원지방검찰청 평택지청장
- 2012. 7.~2013. 4. 제주지방검찰청 차장검사
- 2013. 4.~2014. 1. 대구지방검찰청 서부지청장
- 2014. 1.~2015. 2. 서울중앙지방검찰청 3차장검사
- 2015. 2.~2015. 12. 대검찰청 공판송무부장
- 양형위원회 양형위원
- 2015. 12.~2017. 6. 제33대 창원지방검찰청 검사장
- 2017. 6.~2017. 7. 광주고등검찰청 차장검사
- 2017. 7. 법무연수원 연구위원
- 2017. 9.~2019. 7. 변호사유상범법률사무소 변호사
- 2019. 8.~2020. 5. 법무법인문평 대표변호사
- 2020. 4. 15. 대한민국 제21대 국회의원 선거 당선(강원 홍천군·횡성군·영월군·평창군, 미래통합당, 초선)[6][7]
- 2020. 5.~2020. 9. 미래통합당 원내부대표
- 2020. 5.~2020. 9. 미래통합당 강원도당 홍천군·횡성군·영월군·평창군 당원협의회 위원장
- 2020. 7.~2020. 9. 미래통합당 사모펀드 비리방지 및 피해구제 특별위원회 위원
- 2020. 7.~2020. 9. 미래통합당 인권위원장
- 2020. 9.~2022. 4. 국민의힘 원내부대표
- 2020. 9.~ 국민의힘 강원특별자치도당 홍천군·횡성군·영월군·평창군 당원협의회 위원장
- 2020. 9.~2020. 10. 국민의힘 사모펀드 비리방지 및 피해구제 특별위원회 위원
- 2020. 9.~2022. 11. 국민의힘 인권위원장
- 2020. 10. 국민의힘 라임옵티머스 권력비리게이트 특별위원회 위원
- 2021. 3.~2021. 4. 국민의힘 부산광역시당 2021년 재보궐선거 부산광역시장 보궐선거 선거대책위원회 네거티브대책위원회 공동위원장
- 2021. 5.~2021. 6. 국민의힘 전당대회 준비위원회 위원
- 2021. 6. 국민의힘 군 성범죄 진상규명 및 재발 방지 특별위원회 위원
- 2021. 7. 국민의힘 정책조정위원회 제3정조부위원장
- 2021. 7.~2023. 7. 국민의힘 강원도당 위원장
- 2021. 8. 국민의힘 국회부의장 및 상임위원장 선출 선거관리위원회 위원
- 2021. 8.~2023. 5. 국민의힘 법률자문위원장
- 국민의힘 중앙윤리위원회 위원
- 2021. 9.~2022. 2. 국민의힘 제20대 대통령 선거 공약개발단 '시민소리 혁신정책회의' 공공혁신공약단장
- 2021. 9. 국민의힘 공명선거추진단 선거공작법률대응팀장
- 2021. 10.~2022. 3. 국민의힘 이재명비리 국민검증 특별위원회 위원
- 2021. 11.~2022. 1. 국민의힘 제20대 대통령 선거 선거대책위원회 중앙선거대책위원회 클린선거전략본부 법률지원단장
- 2021. 12.~2022. 3. 국민의힘 살리는 선거대책위원회 강원 선거대책위원회 선거대책위원장단 공동선거대책위원장 겸 의장단 의장 겸 총괄선거대책본부장
- 2022. 1.~2022. 3. 국민의힘 제20대 대통령 선거 선거대책본부 클린선거전략본부 법률지원단장
- 2022. 3.~2022. 5. 제20대 대통령직인수위원회 정무사법행정분과 인수위원
- 2023. 3.~2023. 10. 국민의힘 수석대변인
- 2023. 11.~2024. 4. 국민의힘 공정선거 제도개선 특별위원회 위원
- 2024. 3.~2024. 4. 제22대 국회의원 선거 국민의힘 강원특별자치도당 선거대책위원회 공동선대위원장
- 2024. 4. 10. 대한민국 제22대 국회의원 선거 당선(강원 홍천군·횡성군·영월군·평창군, 국민의힘, 재선)[8][9]
- 2024. 5.~2024. 7. 국민의힘 비상대책위원
- 2024. 6.~2024. 7. 국민의힘 정책위원회 산하 시급한 민생 현안 해결을 위한 연금개혁특별위원회 위원
- 2024. 6.~2024. 7. 국민의힘 정책위원회 산하 시급한 민생 현안 해결을 위한 저출생대응특별위원회 위원
- 2024. 6.~2025 .6. 국민의힘 이재명 사법 파괴 저지 특별위원회 위원장
- 2024. 7.~2025. 7. 국민의힘 정책위원회 제3정책조정위원장(운영·법사·행안분야)
- 2024. 9.~2025 .6. 국민의힘 딥페이크 성범죄 대응을 위한 특별위원회 부위원장
- 2025. 3.~ 국민의힘 헌법개정특별위원회 위원
- 2025. 4.~2025. 4. 국민의힘 홍준표 제21대 대통령 선거 경선후보 무대홍 캠프 총괄상황본부장
- 2025. 5.~2025. 5. 제21대 대통령 선거 국민의힘 김문수 대통령 후보 단일화추진본부장
- 2025. 5.~2025 .6. 제21대 대통령 선거 국민의힘 김문수 대통령 후보 강원 선거대책위원회 총괄선대위원장
- 2025. 5.~2025 .6. 제21대 대통령 선거 국민의힘 김문수 대통령 후보 직속 입법농단저지위원장
- 2025. 5.~2025 .6. 국민의힘 이재명 방탄 독재 저지 투쟁위원회 위원
- 2025 .6.~ 국민의힘 원내수석부대표(운영)
- 2025. 7.~ 국민의힘 이재명 정부 공직후보자 국민검증센터 단장

### 의정 활동
- 2020. 5.~2024. 5. 제21대 국회의원(강원 홍천군·횡성군·영월군·평창군, 미래통합당, 초선)[6][7]
  - 2020. 7.~2022. 4. 제21대 국회 전반기 법제사법위원회 위원
  - 제21대 국회 전반기 법제사법위원회 법안심사제1소위원회 위원
  - 제21대 국회 전반기 법제사법위원회 법안심사제2소위원회 위원
  - 제21대 국회 전반기 법제사법위원회 예산결산기금심사소위원회 위원
  - 2020. 7.~2021. 5. 제21대 국회 전반기 예산결산특별위원회 위원
  - 2020. 7.~2024. 5. 국회 미래정책연구회 구성의원
  - 2020. 8.~2020. 9. 제21대 국회 대법관(이흥구) 임명동의에 관한 인사청문특별위원회 간사
  - 2020. 9.~2022. 5. 제21대 국회 전반기 윤리특별위원회 위원
  - 2021. 4.~2021. 4. 제21대 국회 대법관(천대엽) 임명동의에 관한 인사청문특별위원회 위원
  - 2021. 6.~2022. 3. 제21대 국회 전반기 국회운영위원회 위원
  - 제21대 국회 전반기 국회운영위원회 국회운영개선소위원회 위원
  - 2021. 9.~2021. 9. 제21대 국회 대법관(오경미) 임명동의에 관한 인사청문특별위원회 위원
  - 2022. 1.~2022. 3. 제21대 국회 전반기 예산결산특별위원회 위원
  - 2022. 4.~2022. 5. 제21대 국회 전반기 법제사법위원회 간사
  - 제21대 국회 전반기 법제사법위원회 법안심사제1소위원회 위원
  - 제21대 국회 전반기 법제사법위원회 법안심사제2소위원회 위원장
  - 제21대 국회 전반기 법제사법위원회 예산결산기금심사소위원회 위원
  - 제21대 국회 전반기 법제사법위원회 청원심사소위원회 위원장
  - 2022. 7.~2024. 5. 제21대 국회 후반기 법제사법위원회 위원
    - 제21대 국회 후반기 법제사법위원회 법안심사제1소위원회 위원
    - 제21대 국회 후반기 법제사법위원회 예산결산기금심사소위원회 위원
    - 제21대 국회 후반기 법제사법위원회 청원심사소위원회 위원
    - 제21대 국회 후반기 법제사법위원회 청원심사소위원회 위원장

  - 2022. 7.~2024. 5. 제21대 국회 후반기 정보위원회 간사
    - 제21대 국회 후반기 정보위원회 법안심사소위원회 위원장
    - 제21대 국회 후반기 정보위원회 예산결산기금심사소위원회 위원
    - 제21대 국회 후반기 정보위원회 청원심사소위원회 위원장

  - 2022. 8.~2023. 5. 제21대 국회 형사사법체계개혁특별위원회 위원
  - 2022. 12.~2023. 4. 제21대 국회 윤리특별위원회 위원
    - 제21대 국회 윤리특별위원회 제1소위원회 위원

  - 2023. 11.~2023. 12. 제21대 국회 후반기 대법원장(조희대) 임명동의에 관한 인사청문특별위원회 위원
  - 2024. 2.~2024. 2. 제21대 국회 대법관(신숙희·엄상필) 임명 동의에 관한 인사청문 특별위원회 간사
  - 2024. 5.~2024. 5. 제21대 국회 후반기 법제사법위원회 간사
- 2024. 5.~ 제22대 국회의원(강원 홍천군·횡성군·영월군·평창군, 국민의힘, 재선)[8][9]
  - 2024. 6.~2024. 7. 제22대 국회 전반기 법제사법위원회 위원
    - 제22대 국회 전반기 법제사법위원회 법안심사제1소위원회 위원
    - 제22대 국회 전반기 법제사법위원회 청원심사소위원회 위원

  - 자유경제포럼 구성의원
  - 모빌리티포럼 구성의원
  - 2024. 7.~2024. 8. 제22대 국회 전반기 대법관(노경필·박영재·이숙연) 임명동의에 관한 인사청문특별위원회 간사
  - 2024. 7.~2025. 6. 제22대 국회 전반기 법제사법위원회 간사
    - 제22대 국회 전반기 법제사법위원회 법안심사제1소위원회 위원
    - 제22대 국회 전반기 법제사법위원회 법안심사제2소위원회 위원장

  - 2024. 12.~ 제22대 국회 전반기 순직 해병 수사 방해 및 사건 은폐 등의 진상규명을 위한 국정조사특별위원회 간사
  - 2024. 12.~2024. 12. 제22대 국회 대법관(마용주) 임명동의에 관한 인사청문특별위원회 위원
  - 2025. 6.~ 제22대 국회 전반기 기획재정위원회 위원
    - 제22대 국회 전반기 기획재정위원회 경제재정소위원회 위원
    - 제22대 국회 전반기 기획재정위원회 조세소위원회 위원

  - 2025. 7.~ 제22대 국회 전반기 국회운영위원회 간사
    - 제22대 국회 전반기 국회운영위원회 국회운영개선소위원회 위원
    - 제22대 국회 전반기 국회운영위원회 예산결산심사소위원회 위원장

## 가족
유상범의 형제자매는 4남 1녀이다. 유상범은 유오성의 형이고, 유상임 박사의 동생이다. 배우자는 이현숙이고 자녀는 2남을 두었다.
- 형제: 유상임(형), 유오성(동생)[10][11]
- 배우자: 이현숙[2]
- 자녀: 2남[2]

## 역대 선거 결과
|  | 48.59% |

|  | 57.71% |

## 소속 정당
| 소속 정당 | 소속 정당  | 소속 기간 | 비고      |
| --------- | ---------- | --------- | --------- |
|           | 자유한국당 | 2020      | 정계 입문 |
|           | 미래통합당 | 2020      | 합당      |
|           | 국민의힘   | 2020~현재 | 당명 변경 |

## 같이 보기
- 영월군의 국회의원
- 평창군의 국회의원
- 홍천군·횡성군·영월군·평창군
- 홍천군의 국회의원
- 횡성군의 국회의원